# Valentin Geuck
Valentin Geuck   (Kassel, 1570 - Kassel, 1596) fou un compositor alemany.
Restà al servei del langrave Maurice de Hesse-Cassel i deixà tres llibres de motets de 6 a 8 veus (Cassel, 1603 a 1605 i dos llibres de Lieder (Cassel, 1603).